# 御雉子山
御雉子山（おきじやま）は、愛知県東海市加木屋町にある山。標高59.2m だが、資料によっては59.3mとされ、雉子山（きじやま）とも呼ばれる。
この地には昔キジなどの野鳥が多く、尾張藩の第2代藩主徳川光友が鷹狩を行ったことから、この名前が付いたとされる。

## 地理
知多丘陵にあり、東海市で一番高い山。山の東側は西側よりなだらかで、雉子野と呼ばれている。
雉子野のさらに東には大田川が流れており、その谷に沿って県道55号及び名鉄河和線が走っている。

## 土地利用
雉子野は住宅地となっている。また、山周辺には自然林が残っており、ため池なども含めて昔ながらの里山的風景が広がる。2014年には加木屋緑地が整備されクロスカントリーコースの設置や、21世紀の森づくり事業として植樹事業が行われている。